# 光云大學站
光云大學站（：／ Gwang'undae yeok */?）是首都圈電鐵1號線的京元線與京春線沿線交會的一座轉乘車站，同時也是忘憂線的終點車站，位於韓國首爾特別市蘆原區月溪洞。

## 車站構造
站體為3面5線混合式月台的地面車站，1號線與京春線共用候車月台並設有月台幕門，並有出口共3處。
2號月台是饼店基地线的起終着站，開往西东滩站於此停靠；5號月台則是忘憂線的終着站，供京春線列車停靠。
首都圈電鐵1號線的月台活用中間里门车辆基地的出廠軌道，使用5號月台始終着。在此站東豆川－仁川急行列車往仁川有10班改為幸信運行。

### 月台配置
| ↑ 月溪（1號線）／起終點站（京春線） |
| \| ２３ \| ４５ \|                  |
| 石溪（1號線）↓／上鳯（京春線）↓     |

| 月台 | 路線              | 目的地                                           |
| ---- | ----------------- | ------------------------------------------------ |
| 1    | ●首都圈電鐵1號線  | 楊州、議政府、東豆川、逍遙山方向                 |
| 2    | ●首都圈電鐵1號線  | 餅店、西東灘、天安、新昌方向                     |
| 3    | ●首都圈電鐵1號線  | 九老、仁川方向／此站終着                         |
| 4    | ●首都圈電鐵1號線  | 首爾站、九老、仁川、餅店、西東灘、天安、新昌方向 |
| 4    | ●首都圈電鐵1號線  | 仁川、餅店、西東灘、天安、新昌方向               |
| 5    | ●首都圈電鐵京春線 | 春川方向                                         |

## 历史
- 1939年6月1日：以硯村站（연촌역）名義作為普通站開始營運[1]。
- 1963年3月5日：站名改為城北站（성북역）[2]。
- 1967年7月1日：停止處理貨物[3]。
- 1968年9月11日：恢復處理貨物[4]。
- 1970年4月7日：設置城北站貨物基地。
- 1971年9月10日：指定為民用無煙煤到着處理站[5]。
- 1971年10月5日：京春線城東－城北路段廢線[6]。
- 1973年6月20日：忘憂線電氣化工程完工的同時中央線施工。
- 1973年9月24日：民用無煙煤到着處理站取消[7]。
- 1973年10月30日：指定為民用無煙煤到着處理站[8]。
- 1974年6月5日：民用無煙煤到着處理站取消[9]。
- 1974年8月15日：首都圈電鐵1號線開始運行。
- 1978年12月30日：站舍竣工。
- 1982年3月：1號線城北－議政府路段開工。
- 1985年8月22日：1號線城北－倉洞開通。
- 1986年9月2日：議政府站開通，京元線列車運行中斷。
- 2000年1月1日：升格為區域管理站。
- 2005年12月15日：中央線回基－德沼路段複線電氣化延長開通，龍山－城北路段停止運行，同時成為餅店開出列車的起終點站。
- 2005年12月21日：東廟站開業，1號線車站編號由 120 改為 119。
- 2006年5月1日：停止處理小件貨物。
- 2006年7月1日：組織改編，成為首都圈北部支社管轄站。
- 2010年12月21日：京春線（含忘憂線）鐵路複線電氣化工程完工，城北－退溪院路段廢除[10]，京春線無窮花號廢除。
- 2012年11月1日：舊京春線月台設置高床月台，城北站新設出發往天安站與新昌站列車。
- 2013年2月25日：京元線站名改為光云大學站[11]。
- 2013年11月4日：首都圈電鐵京春線電動列車開始運行（平日上下行各2回運行）。
- 2017年12月18日：忘憂線站名改為光云大學站[12]。

## 車站周邊
- 光云大学
- 里门车辆基地
- 月溪E-mart Town（朝鲜语：이마트 타운）
  - E-mart月溪店
  - EMART TRADERS（朝鲜语：이마트 트레이더스）月溪店

## 圖片

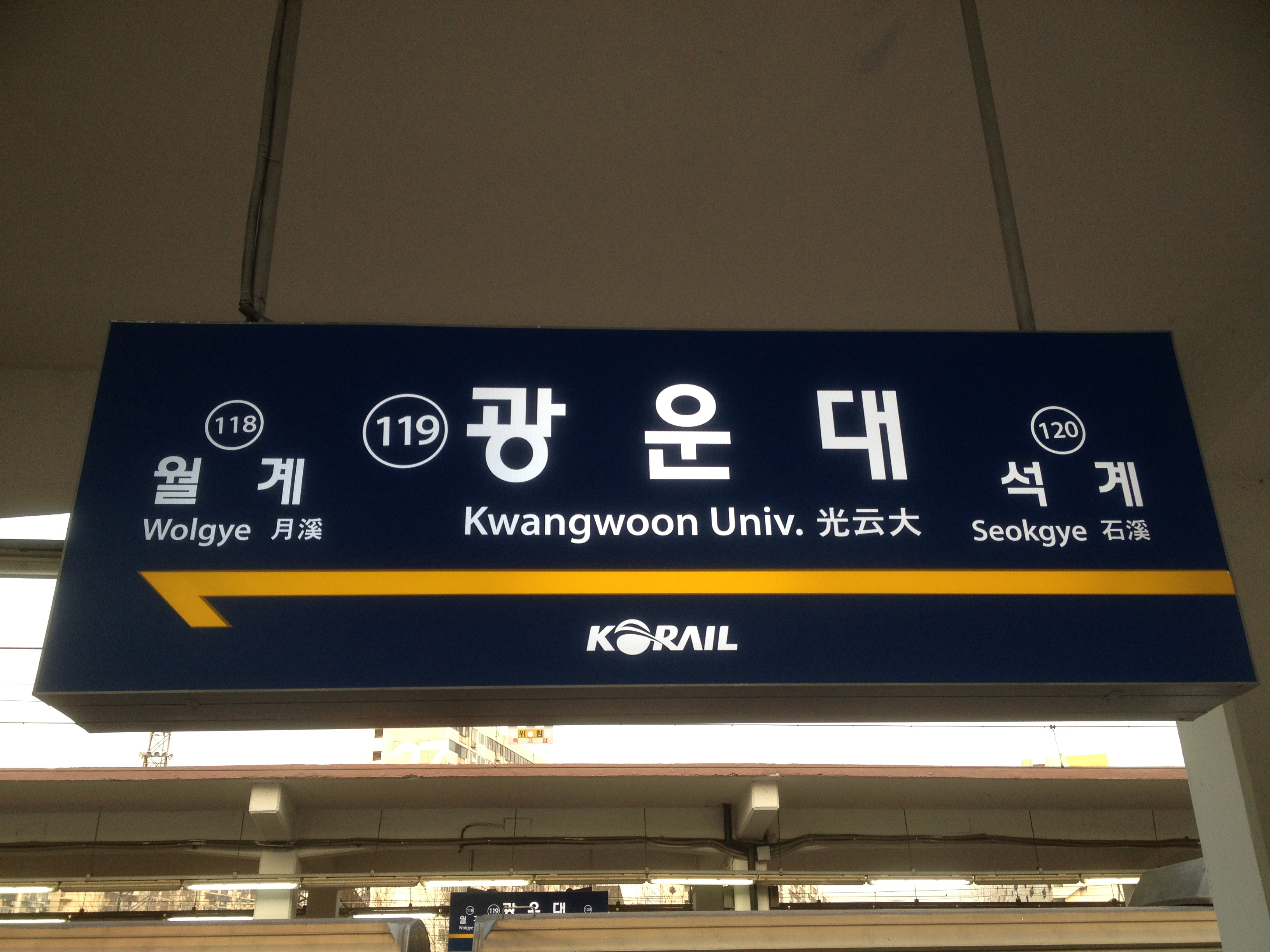
1號線站名牌
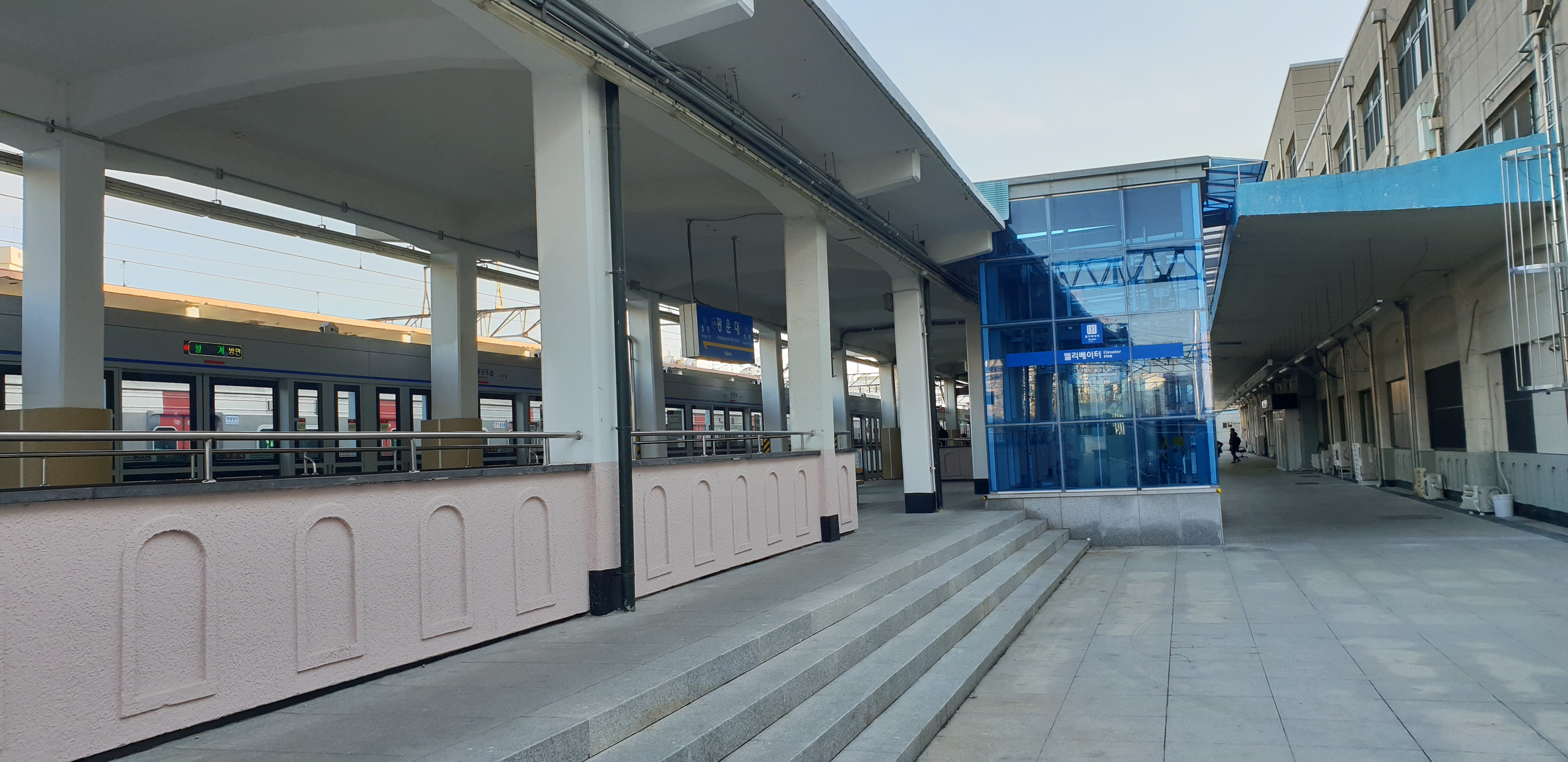
1號月台
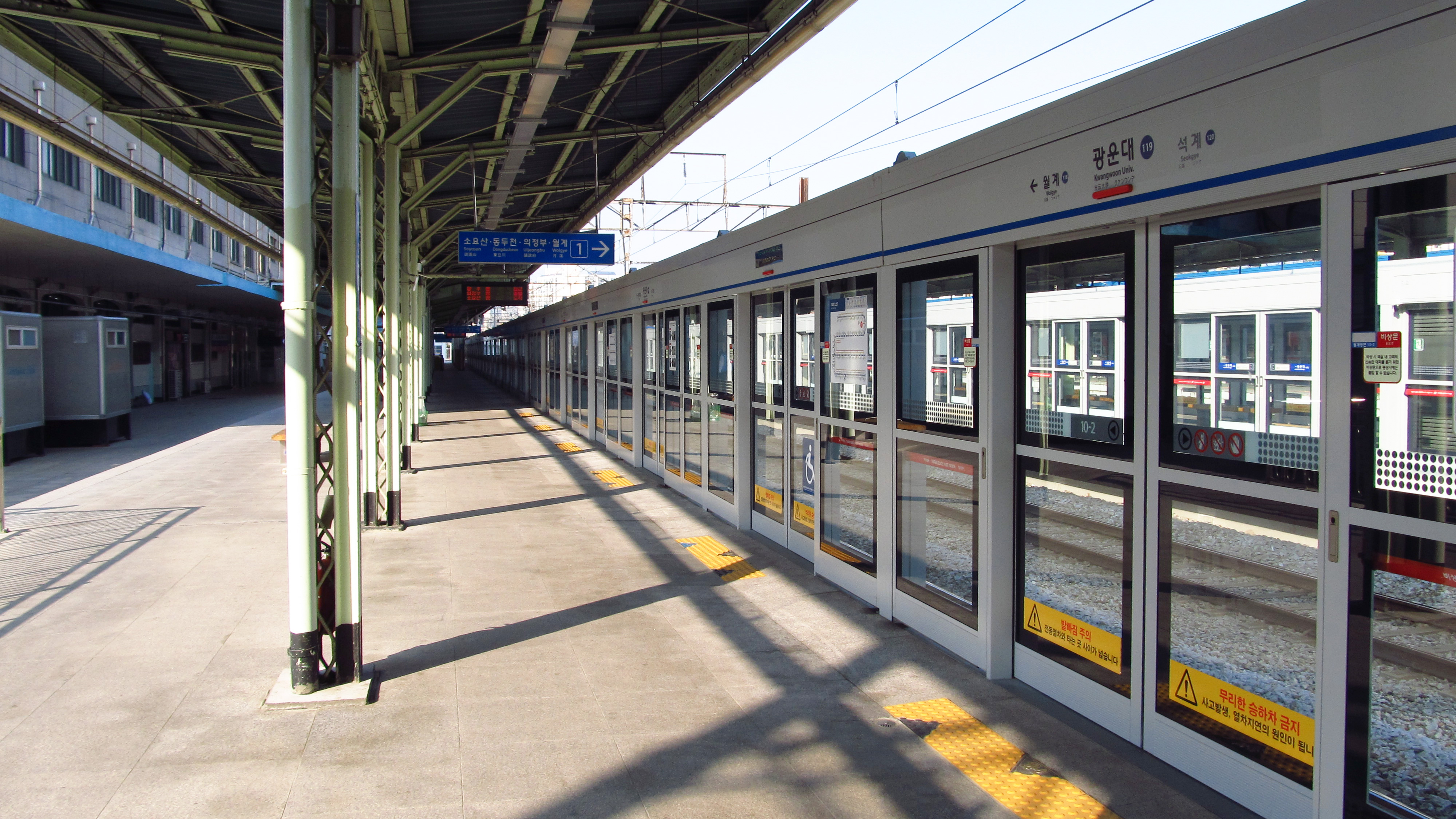
1號月台
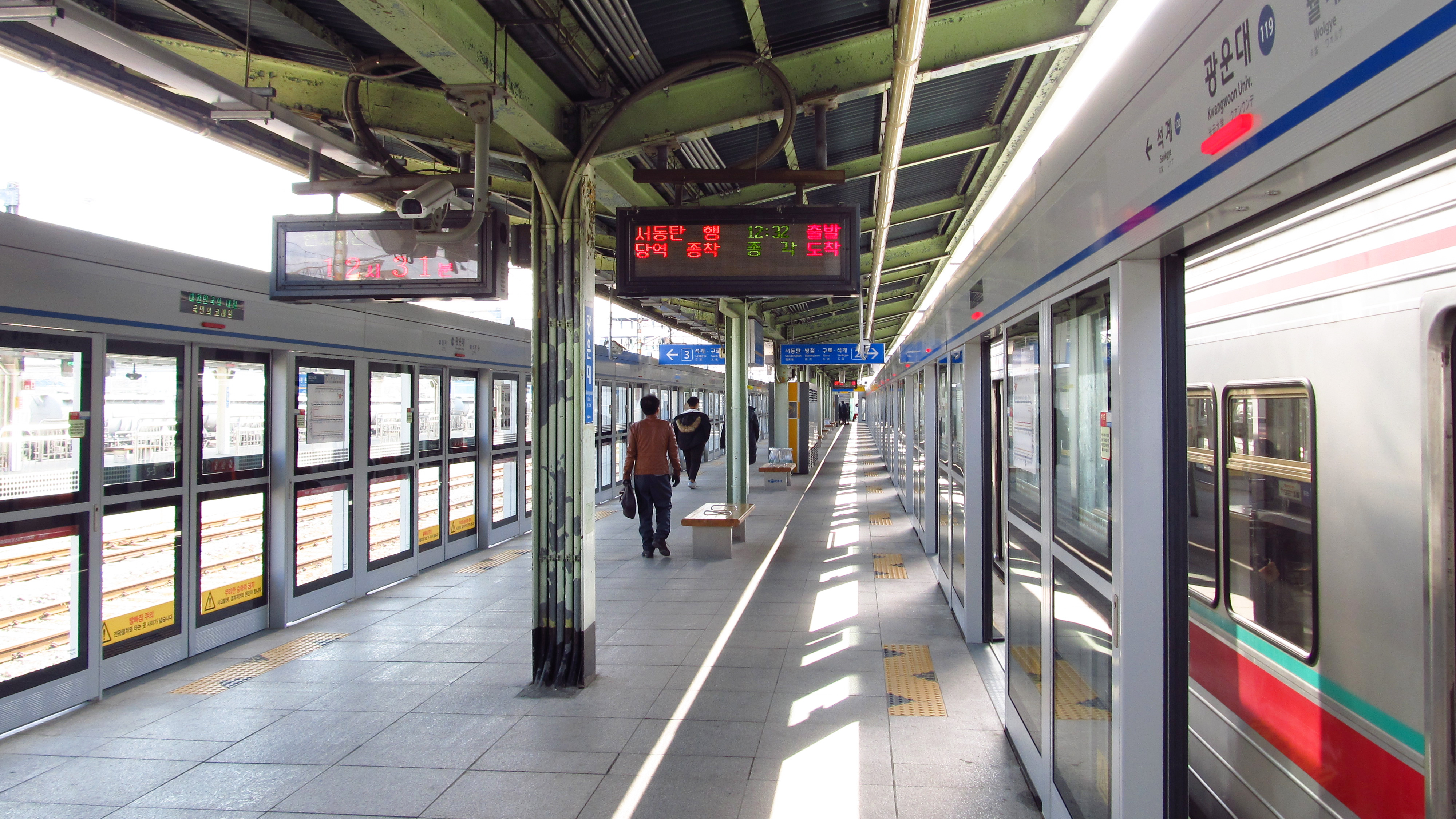
2、3號月台
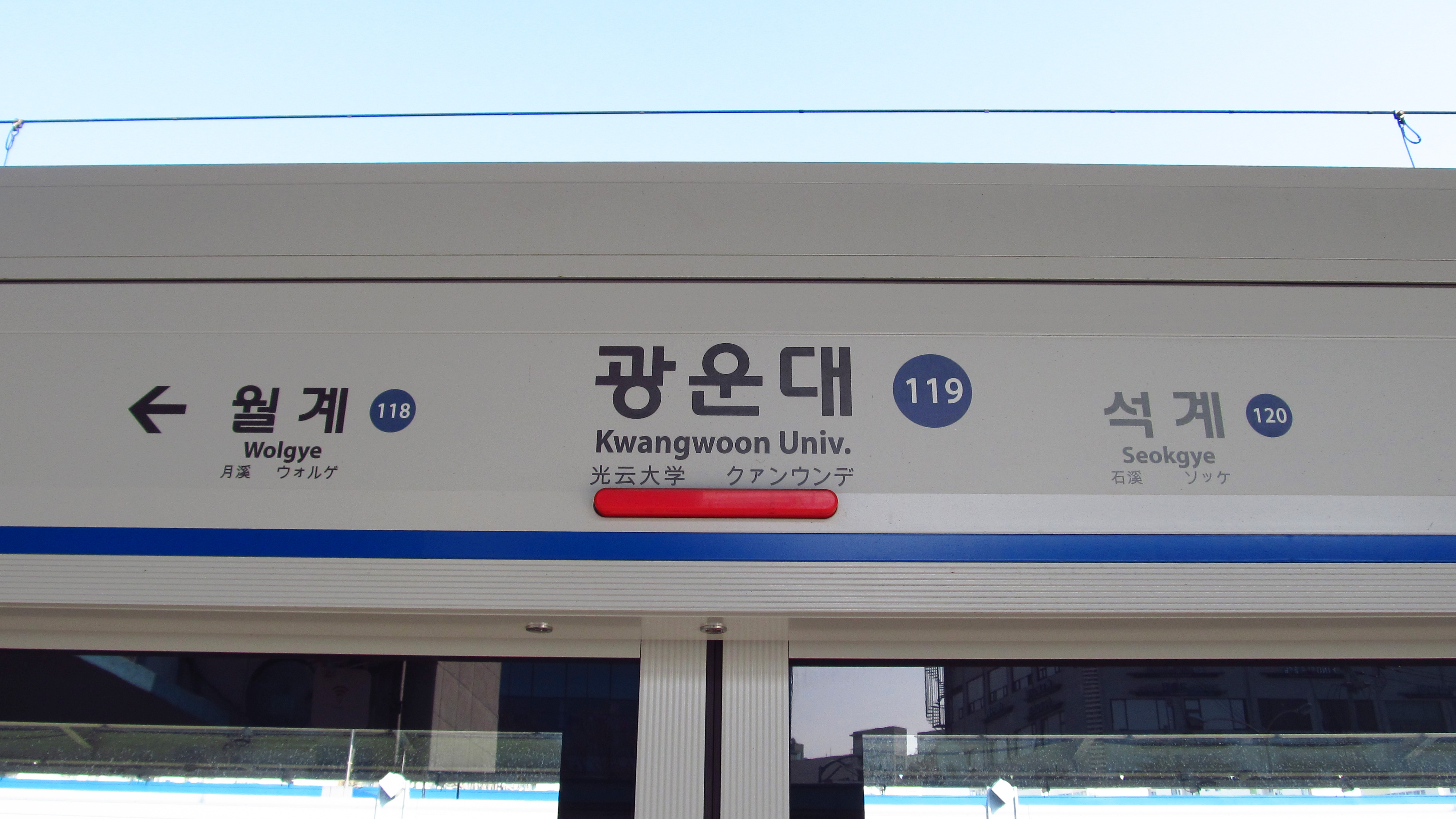
1號月台門資訊板
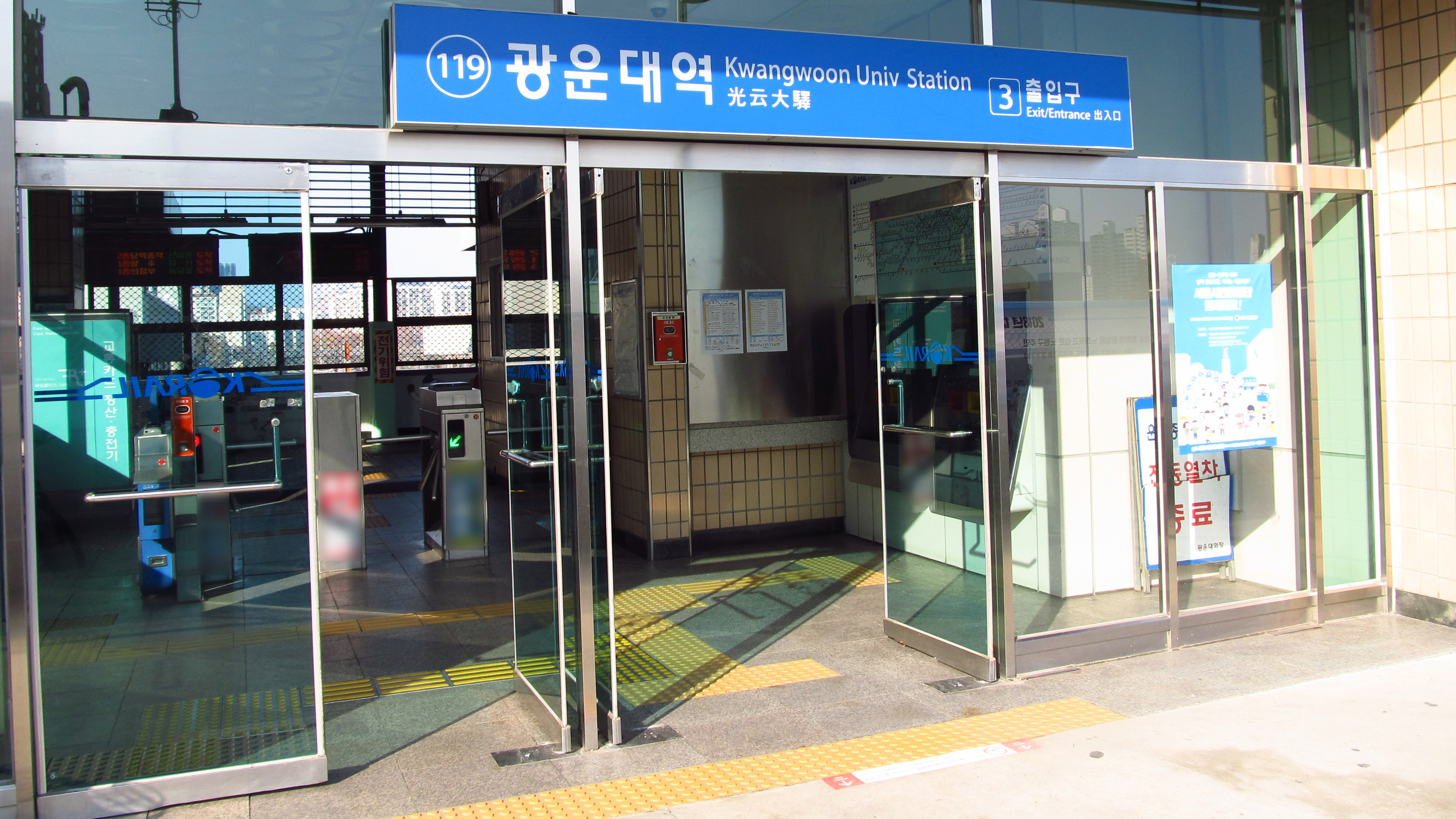
3號出口

## 運量
| 路線  | 路線 | 每日平均乘車人數（人次） | 每日平均乘車人數（人次） | 每日平均乘車人數（人次） | 每日平均乘車人數（人次） | 每日平均乘車人數（人次） | 每日平均乘車人數（人次） | 每日平均乘車人數（人次） | 每日平均乘車人數（人次） | 每日平均乘車人數（人次） | 每日平均乘車人數（人次） | 備註   |
| 路線  | 路線 | 2000年                   | 2001年                   | 2002年                   | 2003年                   | 2004年                   | 2005年                   | 2006年                   | 2007年                   | 2008年                   | 2009年                   | 備註   |
| ----- | ---- | ------------------------ | ------------------------ | ------------------------ | ------------------------ | ------------------------ | ------------------------ | ------------------------ | ------------------------ | ------------------------ | ------------------------ | ------ |
| 1號線 | 乘車 | 20,417                   | 18,223                   | 16,990                   | 17,673                   | 13,829                   | 13,818                   | 12,455                   | 12,449                   | 12,402                   | 12,220                   | [ 13 ] |
| 1號線 | 下車 | 16,765                   | 13,651                   | 16,369                   | 14,829                   | 12,382                   | 12,377                   | 11,327                   | 11,414                   | 11,496                   | 11,202                   | [ 13 ] |
| 路線  | 路線 | 每日平均乘車人數（人次） | 每日平均乘車人數（人次） | 每日平均乘車人數（人次） | 每日平均乘車人數（人次） | 每日平均乘車人數（人次） | 每日平均乘車人數（人次） | 每日平均乘車人數（人次） | 每日平均乘車人數（人次） | 每日平均乘車人數（人次） | 備註                     |        |
| 路線  | 路線 | 2010年                   | 2011年                   | 2012年                   | 2013年                   | 2014年                   | 2015年                   | 2016年                   | 2017年                   | 2018年                   | 備註                     |        |
| 1號線 | 乘車 | 12,129                   | 10,907                   | 10,635                   | 10,594                   | 10,542                   | 10,413                   | 10,289                   | 9,496                    | 9,557                    | [ 13 ]                   |        |
| 1號線 | 下車 | 11,066                   | 10,055                   | 9,866                    | 9,609                    | 9,787                    | 9,690                    | 9,613                    | 9,425                    | 9,177                    | [ 13 ]                   |        |

## 相鄰車站
韓國鐵道公社
●首都圈電鐵1號線
京元線急行
倉洞（116）－光云大學（119）
京仁線緩行、京釜線緩行
月溪（118）－光云大學（119）－石溪（120）
●首都圈電鐵京春線
忘憂緩行
光云大學（119）－上鳳（K120）